# Элодея канадская
Элоде́я кана́дская, или Анахарис, или Водяна́я зара́за, или Водяная чума́ (лат. Elodéa canadénsis) — водное растение; вид рода Элодея (Elodea).
Родина растения — Северная Америка, где она растёт в обилии по стоячим и медленно текущим водам, в прудах, глубоких канавах, речных заводях, старицах, каналах. Является инвазивным видом в Европе, Азии, Африке и Австралии.
В России встречается в европейской части, в Восточной и Западной Сибири.

## Морфологическое описание

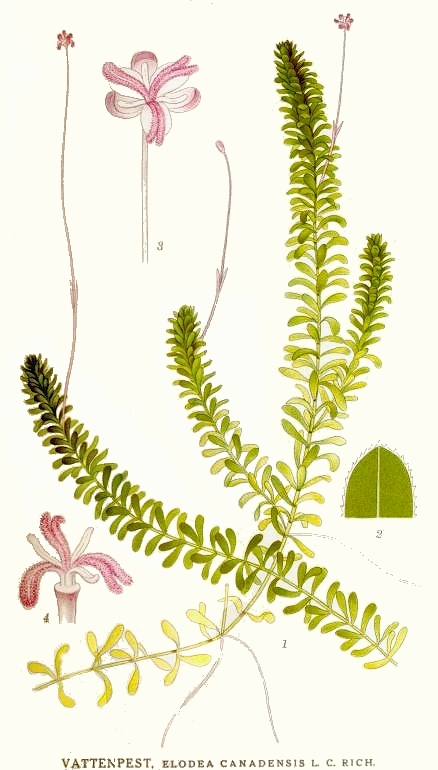

Пускает длинные, сильно разветвлённые стебли, растущие чрезвычайно быстро и достигающие нередко длины более двух метров. Побег, сначала плавающий, легко укореняется, пуская длинные, до 40 см ризоиды. Корни отсутствуют. Стебли эти очень длинны, тонки, ломки и покрыты продолговато-линейными листочками, которые расположены довольно густыми мутовками, по три листа в каждой.
Листочки ярко-зелёные, прозрачные, от продолговато-яйцевидных до линейно-ланцетных, слегка курчавые, острые, по килю мелкопильчатые. В макушечных частях стебля листочки бывают всегда светлее окраской, нежели в нижних.
Цветки двудомные: женские и мужские и расположены на отдельных особях. Женские цветки одиночные небольшие, состоят из шести лепестков, трёх внутренних и трёх наружных, и сидят на длинных нитевидных цветоножках, три рыльца их ярко-малиновые и бахромчатые. Чашелистиков три, они красноватые или зеленоватые. Цветки эти распускаются не ранее как цветоножка достигнет поверхности воды. Мужские цветки почти сидячие, с девятью сидячими пыльниками, во время цветения отрывающимися от материнского растения, или же на удлиняющейся цветоножке, достигающие поверхности водоёма. В России, как и в Западной Европе, растения с мужскими цветками не встречаются, а имеются только одни женские экземпляры:295. Завязь с тремя—двадцатью семяпочками.
Ярко-зелёные, с металлическим отблеском веточки элодеи покрывают дно и, поднимаясь до самой поверхности мелководного водоёма или аквариума, образуют в воде густую изумрудную сеть, что делает элодею одним из украшений подводного ландшафта.
Элодея примечательна ещё тем, что в её тканях, как и в тканях валлиснерии, можно наблюдать в микроскоп движение цитоплазмы. Для этого наблюдения берут лист из верхушки (конца ветки), кладут его в воду на стекло и прикрывают покровным стеклом. Сильнее всего движение в листке близ той части, где он оторван. В случае, если движение это очень слабо, его можно ускорить, положив лист в тёплую воду (37—42 °С).

## Значение и применение
Встречаясь в огромных количествах, элодея канадская заполняет водные бассейны и нарушает их хозяйственное использование, препятствуя рыболовству и судоходству. В то же время самая зелёная масса растений может быть с успехом использована для хозяйственных целей (на удобрение, корм для свиней и т. п.).
Популярное аквариумное растение.

### Выращивание в аквариуме
Принимается элодея в аквариуме легко: необходимо посадить её ветку без корня в землю или даже песок и наблюдать, чтобы конец её доходил до поверхности. Для того же, чтобы она была ярко-зелёного цвета, надо, кроме того, сажать её как можно короче или же, что ещё лучше, не сажая в грунт, оставлять ветви прямо плавающими — до тех пор, пока они не пустят корни и сами не укоренятся, для чего надо наливать в аквариум как можно меньше воды: чем мельче будет вода, тем скорее корни доберутся до грунта.
Принимаясь легко, элодея растёт в аквариумах плохо, особенно зимой. Указывается, что главное условие её успешного роста — хорошее укоренение в грунт, в котором находилась бы известь, полузатенённое летом и сильно освещённое сверху зимой помещение и температура воды не выше +12 °C.
В аквариуме является полезным растением, так как, впитывая в себя грязь, способствует очищению воды в аквариуме. В естественных условиях быстро размножается. Одной веточки её достаточно, чтобы заполнить собой через несколько лет весь пруд или даже реку.
Элодея очень боится примеси к воде поваренной соли и окиси железа и в такой воде быстро гибнет.
| |  |  |  |
| Слева направо: мутовки листьев, верхушечная часть побега, пруд с плотной колонией (листья покрыты водорослями), заросли на водохранилище Хенгштейзее, земля Северный Рейн — Вестфалия, Германия |  |  |  |